# The Oracle (Album)
The Oracle (englisch Das Orakel) ist das fünfte Studioalbum der US-amerikanischen Rockband Godsmack. Es erschien am 7. Mai 2010 via Universal Records und erreichte Platz eins der US-amerikanischen Albumcharts. In den Vereinigten Staaten wurde das Album mit einer Goldenen Schallplatte ausgezeichnet.

## Entstehung
Nach der Veröffentlichung des Vorgängeralbums IV waren Godsmack etwa zwei Jahre auf Tournee. Die Mitglieder beschlossen, eine einjährige Auszeit zu nehmen, um sich mehr um ihre Familien zu kümmern und um andere musikalische Projekte voranzubringen. Sänger Sully Erna veröffentlichte seine Autobiografie The Path We Choose und gab Unplugged-Konzerte. Darüber hinaus nahm er ein Solo-Album auf, welches noch nicht veröffentlicht wurde. Ernas Mitmusiker veröffentlichten mit dem ehemaligen Ugly-Kid-Joe-Sänger Whitfield Crane und dem Dropbox-Gitarristen Lee Richards ein Album unter dem Namen Another Animal. Gerüchte, nachdem sich die Band Godsmack aufgelöst hätten, wurden von den Musikern dementiert.
Anfang 2009 begann die Band mit den Arbeiten an ihrem neuen Studioalbum. Die Musiker nahmen sich dabei den Plan vor, ein Album aufzunehmen, welches eher den Fans als den Musikern gefällt. In einem Interview erklärte Sully Erna, dass die Fans bei Konzerten zwar die ruhigen Lieder mochten, aber letztendlich auf die härteren Lieder warteten. Die Arbeiten für das Album wurden unterbrochen, nachdem Godsmack das Angebot bekamen, bei der Crüe Fest 2-Tournee der Band Mötley Crüe teilzunehmen. Godsmack nahmen in Eile das Lied Whiskey Hangover auf, welches im Juni 2009 als Single veröffentlicht wurde.
Im Herbst 2009 begannen die Aufnahmen für The Oracle. Als Produzent wählte die Band den ehemaligen Ugly-Kid-Joe-Gitarristen Dave Fortman, der zuvor mit Bands wie Slipknot und Evanescence gearbeitet hat. Als Gastmusikerin trat Irina Chirkova auf, die beim Titellied das Cello spielte. Gemastert wurde das Album von Bob Ludwig. Für die Single Cryin’ Like a Bitch wurde ein Musikvideo gedreht.
Der Arbeitstitel des Albums lautete Saints and Sinners (engl. für Heilige und Sünder). Dass dennoch ein anderer Titel gewählt wurde, hatte laut Sänger Sully Erna zwei Gründe. Zum einen gab es bereits einige Musikalben mit diesem Titel, u. a. von Whitesnake. Andererseits war Erna der Meinung, dass der Albumtitel in Verbindung mit dem Bandnamen zu religiös klingen würde. Schließlich betitelte die Band nach dem abschließenden Instrumental The Oracle.

## Hintergrund
Das Lied „Cryin’ Like a Bitch“ wurden von den Ereignissen während der Tournee mit Mötley Crüe inspiriert. In einem Interview beklagte sich Sully Erna darüber, das er und seine Band während der Tournee schlecht und unfair behandelt wurden. Aus den Ereignissen entbrannte ein Streit zwischen Erna und dem Mötley-Crüe-Bassisten Nikki Sixx, so dass Godsmack ein Lied über ihn und sein arrogantes Verhalten schrieben.
Erst Jahre später erklärte Schlagzeuger Shannon Larkin, dass er sich die Idee für den Liedtitel holte, als er das Spiel zwischen den Oakland Raiders und den San Diego Chargers sah. Nach einem Fehlpass wurde Chargers-Quarterback Philip Rivers gezeigt, der an der Seitenlinie stand und weinte. Larkin, selbst Fan der Raiders, sagte daraufhin zum Sänger Sully Erna, das er ein Lied namens Cryin’ Like a Bitch schreiben soll. Erna hielt dies für eine „krasse“ Idee.
„Forever Shamed“ handelt davon, wie sich Menschen selbst in Situationen führen, auf die sie nicht stolz sind. In „Shadow of a Soul“ beschreibt Erna seine Gefühle, wenn er mal ein normaler Mensch und kein Rockstar sein will.

„Der Song handelt davon, dass dieser ganz normale Kerl von einer riesigen Rockstar-Präsenz überschattet wird. Dieser gigantische Schatten ist wie ein großer Bruder, der den Kleinen davor schützt, sich ausnutzen zu lassen. Aber wenn du diesen großen Bruder zu lange spielst, sehnst du dich irgendwann wieder nach dem kleinen Jungen. Ich kann nicht ständig in dieser Rockstar-Welt leben.“

## Rezeption

### Rezensionen
The Oracle wurde von der Fachpresse überwiegend positiv aufgenommen. Laut Conny Schiffbauer vom deutschen Magazin Rock Hard „verstehen es Godsmack nach wie vor, modernes, hartes Rock-Riffing mit charismatischen Ohrwurm-Melodien zu verschmelzen“ und vergab 8,5 von zehn Punkten. Unterschiedlich äußerten sich die Rezensenten des deutschen Magazins Metal Hammer. Während Matthias Mineur von einer „guten Rockscheibe“ sprach und fünf von sieben Punkte vergab bemängelte sein Kollege Jakob Kranz die „stilistische Stagnation“ und gab nur drei Punkte. Negativ äußerte sich Kai Wehmeier von Onlinemagazin Plattentests.de, der Godsmack als „ein vollständig in sich geschlossenes, selbstreferentielles System“ beschrieb und meinte, dass „jeder Song auf The Oracle ein direkter Nachfahre eines Stücks irgendeines anderen Albums der Band“ sei. Er gab vier von zehn Punkten.

### Chartplatzierungen
| ChartsChartplatzierungen       | Höchstplatzierung | Wochen |
| ------------------------------ | ----------------- | ------ |
| Deutschland (GfK)              | 72 (1 Wo.)        | 1      |
| Vereinigte Staaten (Billboard) | 1 (30 Wo.)        | 30     |

The Oracle verkaufte sich in der ersten Woche in den USA 117.000 Mal. Die Vorgängeralben IV und Faceless, die ebenfalls direkt auf Platz eins der Charts einstiegen, verkauften sich in der ersten Woche dagegen 217.000 bzw. 267.000 Mal. Godsmack sind damit nach Metallica, Led Zeppelin, Van Halen, Disturbed und Staind erst die sechste Hard-Rock/Metal-Band, die es mit drei aufeinander folgenden Alben auf Platz eins der US-Albumcharts geschafft haben. Die Single Cryin’ Like a Bitch!! belegte Platz 74 der US-amerikanischen Singlecharts.

### Auszeichnungen für Musikverkäufe
| Land/Region               | Auszeichnungen für Musikverkäufe (Land/Region, Auszeichnung, Verkäufe) | Verkäufe |
| ------------------------- | ---------------------------------------------------------------------- | -------- |
| Vereinigte Staaten (RIAA) | Gold                                                                   | 500.000  |

Das US-amerikanische Onlinemagazin Loudwire veröffentlichte im April 2015 eine Liste mit den zehn besten Liedern von Godsmack. In dieser Liste erreichte das Lied Cryin’ Like a Bitch Platz zehn.

## Versionen
Neben der regulären CD-Version wurde eine limitierte „Deluxe Edition“ veröffentlicht. Diese enthält neben den zehn Liedern der regulären Version noch die Lieder Whiskey Hangover, I Blame You sowie The Departed und das Making-of des Albums als Bonus-DVD. The Departed stammt von Sully Ernas Solo-Album Avalon und ist ebenfalls auf der iTunes-Version von The Oracle als Bonuslied vertreten.